# Звонкий губно-губной взрывной согласный
Звонкий губно-губной взрывной — часто встречающийся в различных языках согласный звук.
- Место образования: лабиальный.
- Способ артикуляции: взрывной.
- Шумный.
- Звонкий.
- Пульмонический согласный.

В русском языке обозначается буквой Б, б. В латинском алфавите буквой B, b.

## Разновидности
| МФА  | Описание               |
| ---- | ---------------------- |
| [b]  | Чистый b               |
| [bʷ] | Лабиализованный        |
| [b̜ʷ] | Полу-лабиализованный   |
| [b̹ʷ] | Сильно лабиализованный |
| [bʲ] | Палатализованный       |